# Ingrid Zoré
Ingrid Zoré, gebürtig Ingrid Neugebauer (* 7. Mai 1936 in Berlin) ist eine deutsche Kostümbildnerin.

## Biografie
Ingrid Neugebauer hat eine Schneiderlehre absolviert und anschließend Mode und Bühnenbild an der Berliner Meisterschule für das Kunsthandwerk studiert. 1960 begann die Berlinerin ihre Tätigkeit als Kostümbildnerin, seit Mitte der 1960er Jahre zumeist unter dem Namen Ingrid Zoré.
Sie arbeitete sowohl für Film- als auch für Fernsehproduktionen, oft unter renommierten Regisseuren wie Claus Peter Witt, Volker Schlöndorff, Kurt Hoffmann, Franz Peter Wirth, John Schlesinger, Wolfgang Liebeneiner und Wolfgang Staudte. Neben historisch-literarischen Stücken wie Don Karlos und Wallensteins Tod entwarf Ingrid Zoré für das Fernsehen vor allem Kostüme für Produktionen mit (Alt-)Berliner Lokalkolorit (Der eiserne Gustav, Königlich Preußische Seehandlung, Der Bettler vom Ku’damm, Der Trinker, Der Hauptmann von Köpenick).
Für das Kino entwarf sie anfänglich großenteils die Kleider für belanglose Lustspiele, nur selten gab es herausforderndere Aufgaben wie bei Die Feuerzangenbowle, Der Fangschuß, Grete Minde und Schöner Gigolo, armer Gigolo – Filme, die einigen Aufwand bei der Herstellung historischer Kleider und Gewänder erforderten.
Seit Beginn der 1970er Jahre engagierten auch internationale, in Deutschland filmende Regisseure die gefragte und äußerst produktive Kostümbildnerin.

## Filmografie (nur Kinofilme)
- 1961: Der Transport
- 1961: Davon träumen alle Mädchen
- 1961: Ich kann nicht länger schweigen
- 1961: Das Mädchen und der Staatsanwalt
- 1962: Die Post geht ab
- 1962: Freddy und das Lied der Südsee
- 1962: Ferien wie noch nie
- 1963: Erotikon – Karussell der Leidenschaften
- 1963: Und wenn der ganze Schnee verbrennt
- 1963: Jack und Jenny
- 1963: Apartment-Zauber
- 1964: Frühstück mit dem Tod
- 1964: Die drei Scheinheiligen
- 1964: Wenn man baden geht auf Teneriffa
- 1964: Ein Ferienbett mit 100 PS
- 1965: Die Banditen vom Rio Grande
- 1965: Mädchen hinter Gittern
- 1965: 4 Schlüssel
- 1965: Hokuspokus oder: Wie lasse ich meinen Mann verschwinden…?
- 1966: Schornstein Nr. 4 (La voleuse)
- 1967: Rheinsberg
- 1968: Van de Velde: Die vollkommene Ehe
- 1968: Der Gorilla von Soho
- 1968: Morgens um sieben ist die Welt noch in Ordnung
- 1969: Klassenkeile
- 1969: Wenn süß das Mondlicht auf den Hügeln schläft
- 1969: Dr. med. Fabian – Lachen ist die beste Medizin
- 1969: Van de Velde: Das Leben zu zweit – Die Sexualität in der Ehe
- 1969: Josefine, das liebestolle Kätzchen
- 1969: Die Herren mit der weißen Weste
- 1970: Die Feuerzangenbowle
- 1970: Hurra, wir sind mal wieder Junggesellen!
- 1970: Was ist denn bloß mit Willi los?
- 1971: Die Tote aus der Themse
- 1971: Unser Willi ist der Beste
- 1971: Willi wird das Kind schon schaukeln
- 1973: Die Schlange (Le serpent)
- 1975: Sie sind frei, Dr. Korczak
- 1975: Lieb Vaterland magst ruhig sein
- 1976: Der Fangschuß
- 1977: Grete Minde
- 1977: Tod oder Freiheit
- 1978: Schöner Gigolo, armer Gigolo
- 1979: Schwestern oder Die Balance des Glücks
- 1980: The Apple
- 1980: Possession (Possession)
- 1980: Engel aus Eisen
- 1981: Die Spaziergängerin von Sans-Souci (La passante de Sans-souci)
- 1982: S.A.S. Malko – Im Auftrag des Pentagon (S.A.S. à San Salvador)
- 1983: Eine Liebe in Deutschland
- 1984: Gotcha! – Ein irrer Trip (Gotcha)
- 1984: Novembermond
- 1985: Einmal Ku’damm und zurück
- 1987: Ein Richter für Berlin (Judgment in Berlin)
- 1989/91: Reise ohne Wiederkehr
- 1990: Rosamunde
- 1992: Die Tigerin
- 1992: … und der Himmel steht still (The Innocent)
- 1994: Nich’ mit Leo
- 1995: Der Trinker
- 2005: Ode an die Freude (Barato no gakuen)